# Gratacel

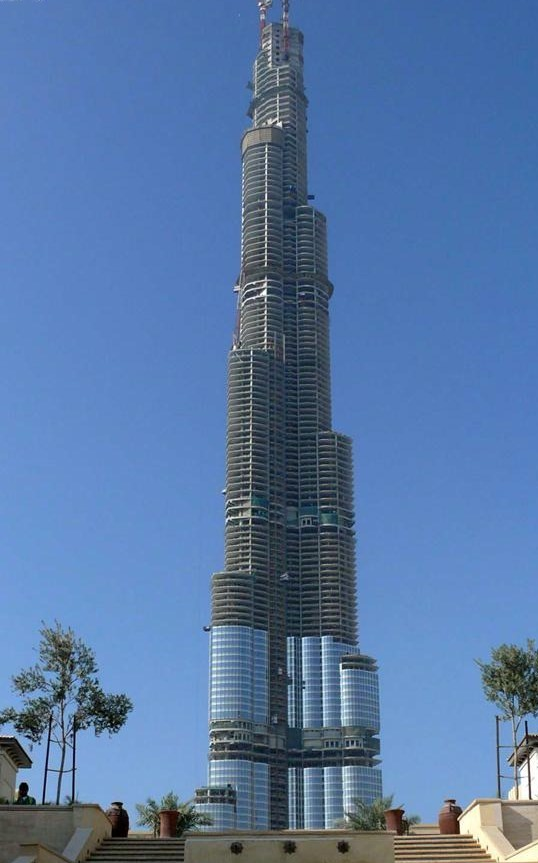
Burj Khalifa. L'edifici més alt del món, amb 828 m d'alçària.

Un gratacel és un edifici de grans dimensions en què l'alçària predomina notablement sobre la profunditat i l'amplada.
Tanmateix, no hi ha un criteri globalment acceptat de com definir un gratacel. La Conferència internacional sobre Recerca i Pràctica d'Enginyeria de Seguretat Antiincendis (iCFSERP) defineix gratacel com qualsevol edifici amb prou alçària per dificultar-ne l'evacuació. Per la seva banda, el Consell d'Edificis Alts i Hàbitat Urbà (CTBUH) assenyala que per poder definir un gratacel s'han de tenir en compte les proporcions de l'edifici amb relació al context que l'envolta (per exemple, no és el mateix un edifici de 40 plantes a Barcelona que a Nova York). Amb tot, aquest organisme categoritza tres tipus d'edificacions segons l'alçària:
- Edificis «Alts»: fins a 300 m.
- Edificis «Superalts»: entre 300 i 600 m.
- Edificis «Mega-alts»: més de 600 m.

## Història

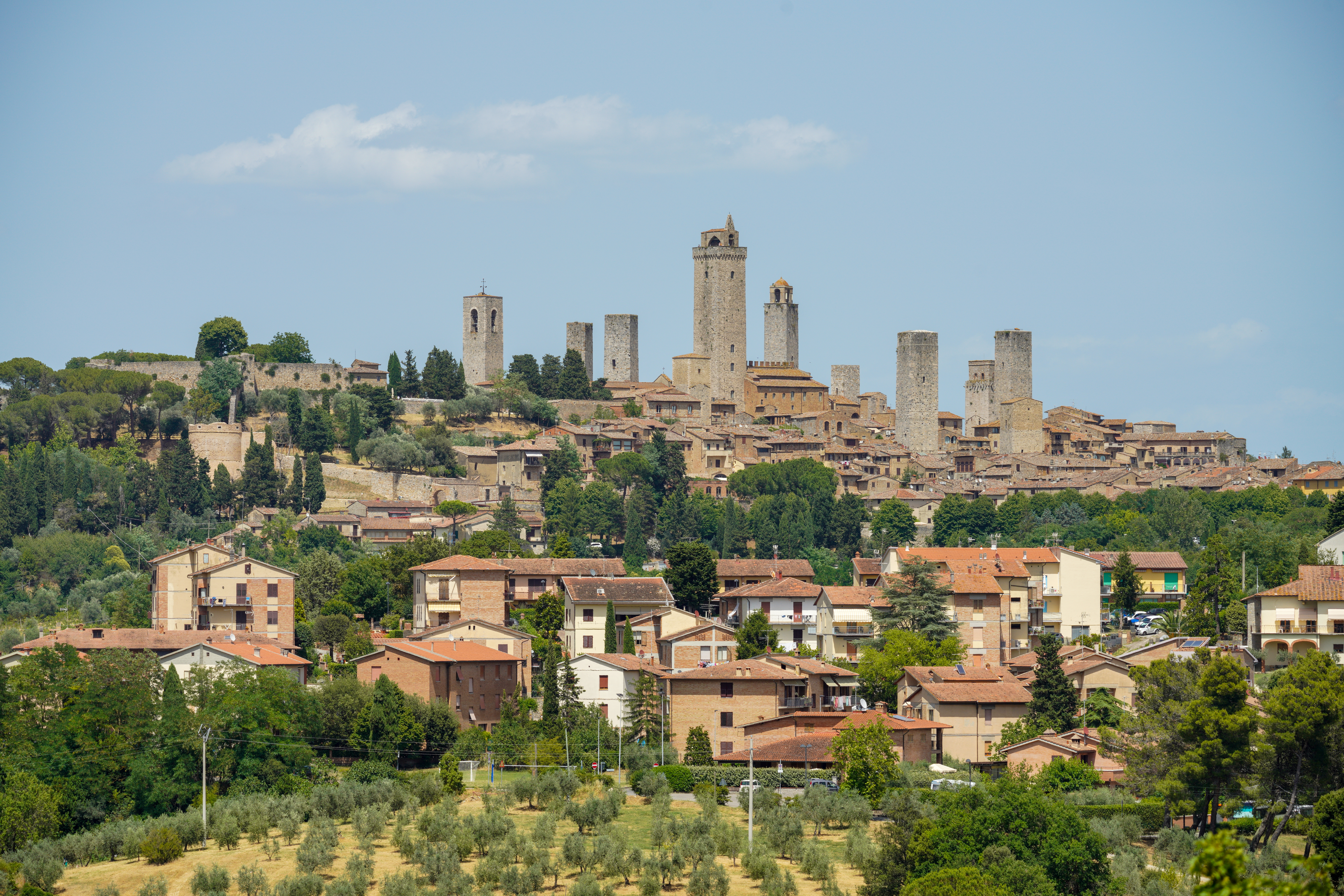
San Gimignano

A l'antiguitat clàssica van destacar alguns edificis d'habitatges de gran alçària per l'època. Les antigues insulae romanes podien arribar a tenir 10 o més pisos. Habitualment, els inferiors restaven ocupats per a botigues o famílies benestants i els superiors eren llogats a famílies de classe més baixa. Els papirs d'Oxyrhynchus, un conjunt de manuscrits que daten del segle I al IV, demostren que hi va haver edificis de fins a set pisos a ciutats com Hermòpolis, a l'Egipte romà, durant el segle III dC.
Pel que fa a l'edat mitjana, moltes ciutats medievals italianes importants tenien torres urbanes de gran alçària, sovint construïdes amb un objectiu defensiu o simbòlic. Així, a Bolonya es van arribar a construir entre 80 i 100 torres al segle xii. La més alta va ser la Torre Asinelli, de 97,2 m. Encara és desconegut per a quin motiu es van construir, si bé la hipòtesi més versemblant apunta a una mostra de poder i riquesa. També són conegudes les torres de San Gimignano, una població de la Toscana italiana, que compta amb un total de 51 torres, on destaca la Torre Grossa, de 60 m.
Un dels primers indrets amb edificis d'habitatges de gran alçària va ser Edimburg, al segle xvii, on la muralla defensiva definia els límits de la ciutat. A causa del poc terreny disponible per al desenvolupament, les cases van augmentar d'alçària. Així, eren habituals els edificis de més de deu pisos, alguns en tenien catorze. Eren construccions de pedra que encara s'hi poden veure al nucli antic de la ciutat. Un edifici singular del segle xviii és el Ditherington Flax Mill, a Shrewsbury, el primer edifici amb un entramat de ferro. Amb un total de cinc plantes, va ser construït el 1797 i és anomenat «l'avi dels gratacels». L'estructura columnes i bigues de ferro colat van ser la precursora dels moderns gratacels.

#### Els primers gratacels

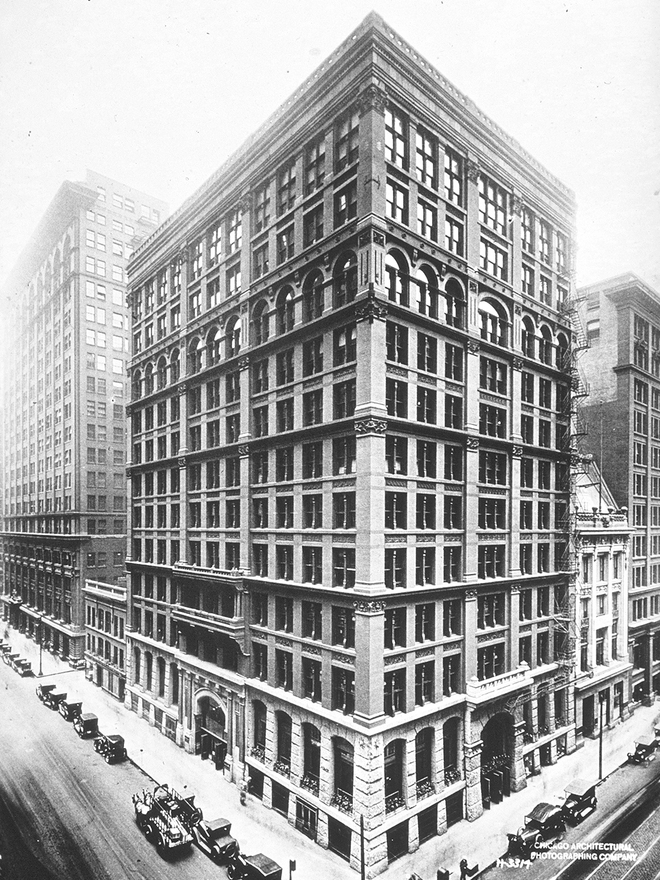
Home Insurance Building, Chicago. El primer gratacel amb estructura d'acer.

A les acaballes del segle xix van aparèixer els primers gratacels moderns, principalment com a edificis d'oficines i comercials. La ciutat pionera va ser Chicago, gràcies a les condicions òptimes del seu sòl. Així, el 1885, es va construir el primer gratacel d'entramat d'acer. L'edifici, anomenat Home Insurance Building, tenia una alçària de 42 m i un total de deu plantes, si bé posteriorment s'afegirien altres dos. Va ser dissenyat pel nord-americà William Le Baron Jenney. La construcció d'edificis alts a la dècada de 1880 va donar al gratacel un primer moviment arquitectònic, l'Escola de Chicago, que desenvolupà l'anomenat «estil Comercial».
Els avenços tecnològics i d'enginyeria civil van permetre la construcció d'edificis més alts. Sense les millores en l'acer i el vidre, el formigó armat, el vidre, la bomba hidràulica i, sobretot, l'ascensor elèctric, inventat el 1854, no hauria sigut possible. Sense ascensor, edificis de més de sis plantes no eren gaire còmodes. Així, els primers gratacels van aparèixer a final d'aquesta centúria a ciutats amb una densitat de població alta, com ara Nova York, Londres o Chicago. No obstant això, els constructors de Londres i Chicago van topar amb normes urbanístiques que limitaven l'altura. A l'Europa continental, les preocupacions per l'estètica i la seguretat contra incendis també van entrebancar el desenvolupament dels gratacels fins a la segona meitat del segle xx. Així les ciutats nord-americanes van prendre un avenç durant mig segle. Sobretot a Alemanya, l'actitud va canviar per mor de la destrucció massiva dels centres urbans durant la guerra i la gran escassetat d'habitatges. Malgrat els avertiments de grans arquitectes com ara Fritz Schumacher (1869-1947) que calia respectar l'antic teixit, molts arquitectes hi veien una oportunitat per crear «ciutats ideals» en altitud, accessibles per l'automòbil, i expulsant els vianants i altres «obstacles».
| Els edificis més alts del món construïts al segle XIX |                       |                  |             |                 |
| Nom edifici                                           | Lloc                  | Any finalització | Alçària (m) | Funció          |
| Herz-Jesu-Kirche                                      | Graz (AT)             | 1887             | 109,6       | Religiós        |
| Illinois State Capitol                                | Springfield (IL) (US) | 1888             | 110,0       | Governamental   |
| Allegheny County Courthouse                           | Pittsburgh (US)       | 1888             | 97,0        | Government      |
| Texas State Capitol                                   | Austin (US)           | 1888             | 94,8        | Governamental   |
| Mole Antonelliana                                     | Turin (IT)            | 1889             | 165,5       | Religiós/ Museu |
| Georgia State Capitol                                 | Atlanta (US)          | 1889             | 82,9        | Governamental   |
| Ulmer Münster                                         | Ulm (DE)              | 1890             | 161,5       | Religiós        |
| St. Lambertusbasiliek                                 | Hengelo (NL)          | 1890             | 85,0        | Religiós        |
| Sint Vituskerk                                        | Hilversum (NL)        | 1892             | 98,0        | Religiós        |
| St. Peter's Cathedral                                 | Erie (US)             | 1893             | 80,8        | Religiós        |
| Jozefkerk                                             | Enschede (NL)         | 1894             | 81,0        | Religiós        |
| Milwaukee City Hall                                   | Milwaukee (US)        | 1895             | 107,6       | Governamental   |
| Park Place Tower                                      | New York City (US)    | 1895             | 88,7        | Residencial     |
| Bank of Tokyo Building                                | New York City (US)    | 1896             | 103,0       | Oficines        |
| Lord's Court                                          | New York City (US)    | 1896             | 87,5        | Oficines        |
| Hamburg Rathaus                                       | Hamburg (DE)          | 1897             | 109,8       | Governamental   |
| 71 Broadway                                           | New York City (US)    | 1898             | 97,2        | Residencial     |
| Bowling Green Offices                                 | New York City (US)    | 1898             | 96,0        | Oficines        |
| Call Building                                         | San Francisco (US)    | 1898             | 90,8        | Oficines        |
| Grote Kerk                                            | Asten (NL)            | 1898             | 80,0        | Religiós        |
| 15 Park Row                                           | New York City (US)    | 1899             | 119,2       | Residencial     |
| Old City Hall                                         | Toronto (CA)          | 1899             | 103,6       | Oficines        |
| Old Post Office Building                              | Washington D.C. (US)  | 1899             | 96,0        | Oficines        |
| 6 North Michigan                                      | Chicago (US)          | 1899             | 86,0        | Residencial     |
| North American Building                               | Philadelphia (US)     | 1900             | 81,4        | Oficines        |

## Els gratacels moderns

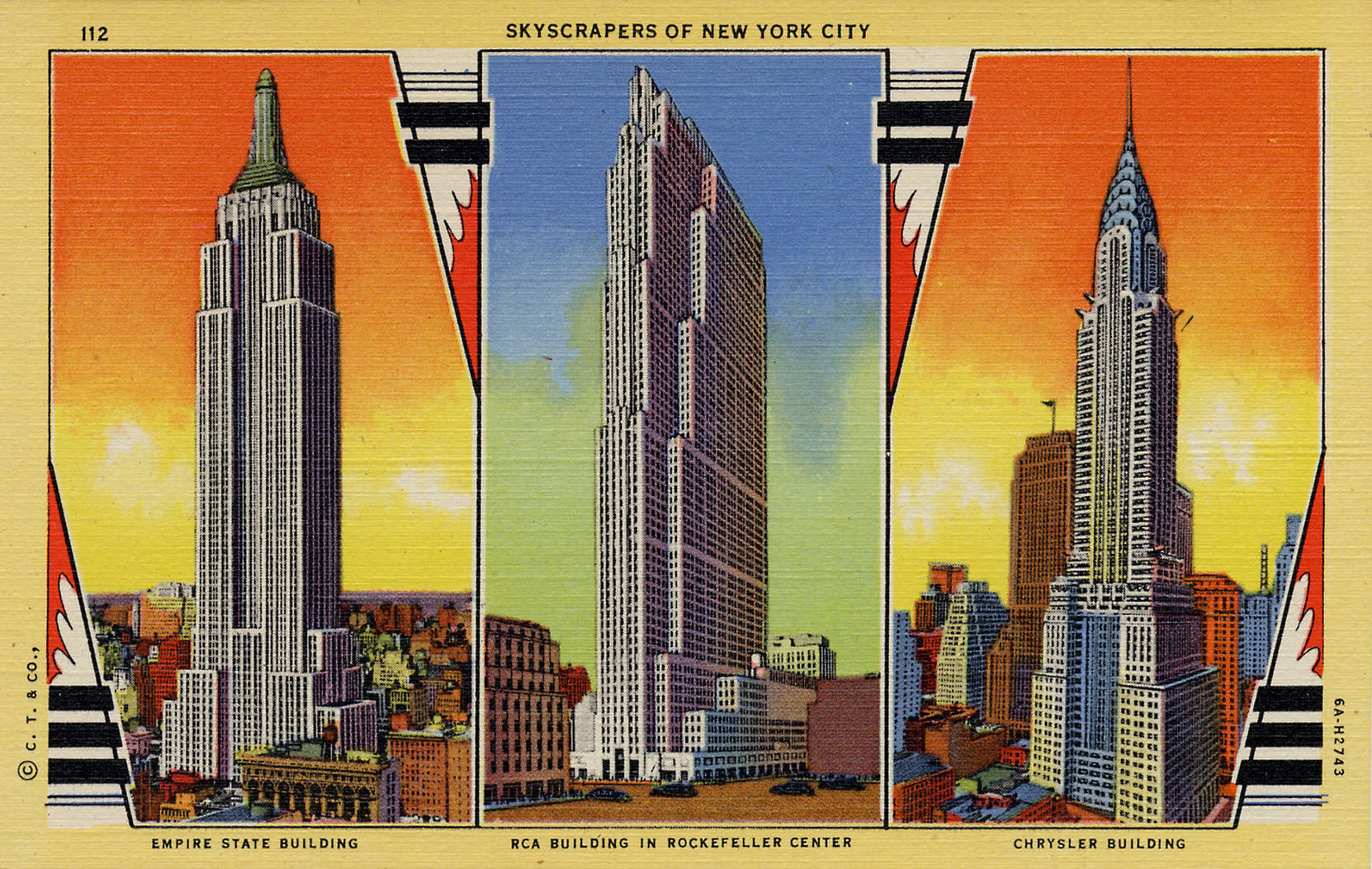
Empire State Building (esquerra), RCA Rockefeller Center (centre), Chrysler Building (dreta)

#### 1900-1950
Als primers anys del segle xx, els Estats Units van ser el país capdavanter de la construcció en altitud. De fet, dels 25 edificis més alts construïts en la primera meitat del segle xx arreu al món, divuit són a Nova York i tres a Chicago. Entre tots aquests hi destaquen com a referents arquetípics l'Empire State Building, el Chrysler Building i el complex immobiliari Rockefeller Center. Amb tot, la crisi econòmica derivada de la Gran Depressió als anys 1930 i la Segona Guerra Mundial van frenar-ne la construcció. De fet, dels 25 edificis més alts construïts fins al 1950, cap no ho va fer després de 1936.
En acabar-se la guerra, Rússia va començar la construcció d'una sèrie de gratacels a Moscou. Són les anomenades «Les set germanes», que es van construir entre 1947 i 1953 sota el mandat de Ióssif Stalin. Destaca l'edifici de la Universitat Estatal de Moscou que, amb 240 metres d'alçària, fou el més alt d'Europa durant gairebé quatre dècades (1953-1990). Altres gratacels d'estil arquitectònic socialista es van erigir a Alemanya de l'Est (Frankfurter Tor), Polònia (PKiN), Ucraïna (Hotel Moscou), Letònia (Acadèmia de Ciències) i altres països del bloc de l'Est. A l'Europa occidental també van començar a construir-se gratacels durant els anys immediatament posteriors a la Segona Guerra Mundial. És el cas de l'Edificio España (Madrid), la Torre Breda (Milà) o el Boerentoren d'Anvers, d'estil art déco. Amb tot, són les torres de telecomunicacions els tipus de construccions que més proliferen i esdevenen els edificis més alts del continent.
| Llista dels 5 gratacels més alts construïts als Estats Units (1900-1950) |                    |                  |             |                     |
| Nom edifici                                                              | Lloc               | Any finalització | Alçària (m) | Funció              |
| Empire State Building                                                    | New York City (US) | 1931             | 381,0       | Oficines            |
| Chrysler Building                                                        | New York City (US) | 1930             | 319,0       | Oficines            |
| 70 Pine                                                                  | New York City (US) | 1932             | 290,2       | Hotel / Residencial |
| The Trump Building                                                       | New York City (US) | 1930             | 282,6       | Oficines            |
| Comcast Building                                                         | New York City (US) | 1933             | 259,1       | Oficines            |

| Llista dels 5 edificis més alts construïts a Europa Occidental (1900-1950) |                |                  |             |               |
| Nom edifici                                                                | Lloc           | Any finalització | Alçària (m) | Funció        |
| Maria-Empfängnis-Dom                                                       | Linz (AT)      | 1928             | 134,0       | Religious     |
| Neues Rathaus Leipzig                                                      | Leipzig (DE)   | 1905             | 114,7       | Governamental |
| Torre Piacentini                                                           | Genoa (IT)     | 1940             | 108,0       | Oficines      |
| Royal Liver Building                                                       | Liverpool (GB) | 1911             | 98,2        | Oficines      |
| St. Paul's Church                                                          | Munich (DE)    | 1906             | 97,0        | Religiós      |

#### 1950-2000
Des de la dècada de 1960, el gratacel va deixar de ser una representació simbòlica del poder corporatiu nord-americà per esdevenir un element arquitectònic per donar visibilitat a ciutats o nacions. Així, la construcció de gratacels va augmentar durant aquesta dècada amb l'impuls d'una sèrie d'innovacions que van fer possible que les persones visquessin i treballessin a les "ciutats del cel". A principis de la dècada, l'enginyer nord-americà d'origen bengalí Fazlur Khan va superar la tradicional que l'estructura d'acer amb un nou concepte d'estructures: el sistema tubular. El "concepte de tub", revolucionà el disseny de grans edificis utilitzant l'estructura exterior per simular un tub de parets primes. Aquest sistema va permetre una major eficiència econòmica i l'adopció de noves formes als gratacels, tradicionalment rectangulars o amb forma de "caixa". El primer edifici que va utilitzar l'estructura del tub va ser l'edifici d'apartaments Chestnut De-Witt, a Chicago, considerat com una fita de l'arquitectura moderna. Aquests nous dissenys més econòmics i adaptables van impulsar el sector immobiliari, proporcionant la possibilitat d'edificar grans edificis en terrenys de reduïda dimensió. Durant  aquesta dècada i l'inici de la següent, Fazlur Khan i la segona Escola de Chicago van construir molts gratacels, com ara el John Hancock Center (1969) i la Torre Willis (1974). Altres pioners en aquest camp van ser Hal Iyengar, William LeMessurier o Minoru Yamasaki, l'arquitecte del World Trade Center de Nova York (1973).
| Els 5 gratacels més alts construïts a la dècada de 1960 |                    |                  |             |                      |
| Edifici                                                 | Ciutat             | Any finalització | Alçària (m) | Funció               |
| 875 North Michigan Avenue                               | Chicago (US)       | 1969             | 343,7       | Residencial/ Oficina |
| Chase Tower                                             | Chicago (US)       | 1969             | 264,6       | Oficines             |
| 28 Liberty                                              | New York City (US) | 1961             | 247,8       | Oficines             |
| MetLife Building                                        | New York City (US) | 1963             | 246,3       | Oficines             |
| 555 California Street                                   | San Francisco (US) | 1969             | 237,4       | Oficines             |

Als anys 1970, malgrat les innovacions de la dècada precedent, molts edificis recordaven l'estil d'abans dels anys 50. Aquests dissenys es caracteritzaven per ignorar l'entorn mediambiental i unes estructures poc racionals. La petjada de l'innovador treball de Fazlur Khan va permetre l'aparició d'estructures integrades a l'entorn, economia de materials, millors pràctiques constructives i eficiència energètica per reduir l'impacte sobre el medi ambient. Als anys 1980, van integrar-se les noves tècniques constructives amb diferents moviments arquitectònics com el postmodernisme, el nou urbanisme i nova arquitectura clàssica. Un exponent d'aquests corrents és l'arquitecte català Ricard Bofill.  Alguns exemples de gratacels de la dècada del 1980 són el Wells Fargo Center, NBC Tower, Parkview Square, 30 Park Place, el Messeturm, les emblemàtiques Torres Petronas i la Torre Jin Mao. Durant els anys 1990 es produeix l'explosió asiàtica en la construcció de gratacels. El creixement de l'economia dels països asiàtics, en especial de la Xina, suposen la importació del fenomen occidental del gratacel que comença a visualitzar-se en el perfil de ciutats com Kuala Lumpur, Hong Kong, Singapur o Shanghai.
| Els 20 gratacels més alts construïts entre 1970-2000 |                    |                  |             |                  |
| Edifici                                              | Ciutat             | Any finalització | Alçària (m) | Funció           |
| Petronas Twin Tower 1                                | Kuala Lumpur (MY)  | 1998             | 451,9       | Oficines         |
| Petronas Twin Tower 2                                | Kuala Lumpur (MY)  | 1998             | 451,9       | Oficines         |
| Willis Tower                                         | Chicago (US)       | 1974             | 442,1       | Oficines         |
| Jin Mao Tower                                        | Shanghai (CN)      | 1999             | 420,5       | Hotel / Oficines |
| One World Trade Center                               | New York City (US) | 1972             | 417,0       | Oficines         |
| World Trade Center                                   | New York City (US) | 1973             | 415,0       | Oficines         |
| CITIC Plaza                                          | Guangzhou (CN)     | 1996             | 390,2       | Oficines         |
| Shun Hing Square                                     | Shenzhen (CN)      | 1996             | 384,0       | Oficines         |
| Central Plaza                                        | Hong Kong (CN)     | 1992             | 373,9       | Oficines         |
| Bank of China Tower                                  | Hong Kong (CN)     | 1990             | 367,4       | Oficines         |
| Emirates Tower One                                   | Dubai (AE)         | 2000             | 354,6       | Office           |
| 85 Sky Tower                                         | Kaohsiung (CN)     | 1997             | 347,5       | Hotel/ Oficines  |
| Aon Center                                           | Chicago (US)       | 1973             | 346,3       | Oficines         |
| The Center                                           | Hong Kong (CN)     | 1998             | 346,0       | Oficines         |
| Burj Al Arab                                         | Dubai (AE)         | 1999             | 321,0       | Hotel            |
| Bank of America Plaza                                | Atlanta (US)       | 1992             | 311,8       | Oficines         |
| U.S. Bank Tower                                      | Los Angeles (US)   | 1990             | 310,3       | Oficines         |
| Emirates Tower Two                                   | Dubai (AE)         | 2000             | 309,0       | Hotel            |
| The Franklin - North Tower                           | Chicago (US)       | 1989             | 306,9       | Oficines         |
| JPMorgan Chase Tower                                 | Houston (US)       | 1982             | 305,4       | Oficines         |

## Gratacels del seglexxi

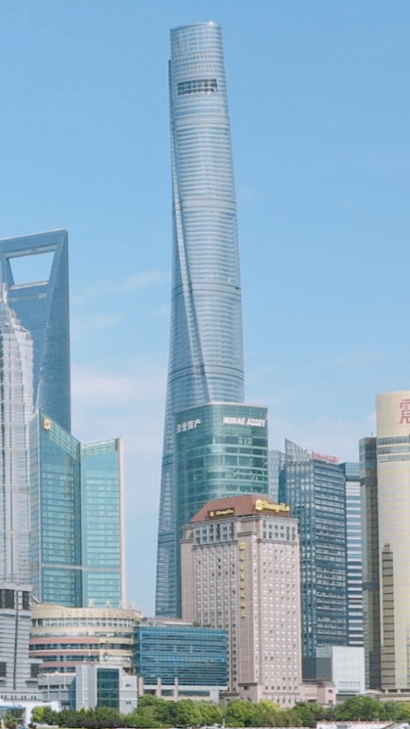
Shangai Tower

Durant les dues primeres dècades del segle xxi es van construir 8.827 edificis alts a tot el món. A diferència del segle passat, la construcció de gratacels ha esdevingut un fenomen global. Ara, a banda dels països amb tradició com els Estats Units o la Xina, molts altres s'han afegit. És el cas de les nacions àrabs, especialment els emirats. Els motors que han provocat aquesta transformació global són els següents:
- Augment de la població i migració. Entre els problemes urgents que han estimulat el desenvolupament d'edificis alts hi ha l'augment exponencial de la població urbana a tot el món juntament amb l'acumulació de riquesa.
- Canvi demogràfic i cultural. Els canvis demogràfics demostren que molts dels mil·lenistes prefereixen viure en centres urbans que ofereixen més serveis culturals, vida social i transport públic.
- Competència global i globalització. La tendència actual de construir edificis alts arreu del món reflecteix l'impacte creixent de la competència mundial en el desenvolupament de les principals ciutats del món. Les ciutats competeixen a l'escenari mundial per tenir el títol d'edifici més alt, mostrar-ne l'èxit econòmic i esdevenir un reclam per les inversions.
- Aglomeració i innovació. L'alçada dels edificis permet aglomeració en determinats districtes comercials i financers. L'aglomeració és un fenomen que es basa en la proximitat d'activitats, afavorint sinergies urbanes per a activitats i serveis especialitzats. Aquesta alta concentració d'activitats conforma "nuclis de coneixement" de persones i empreses, que fomenten la innovació.
- Preu del sòl. El preu del sòl han estat un motor principal per l'augment del nombre de gratacels. A les grans ciutats, on els terrenys disponibles són escassos i cars, els edificis han de créixer en alçària per rendibilitzar l'espai.
- Sostenibilitat. Una vida urbana compacta i vertical es veu com una eina per crear una ciutat més sostenible. L'aprofitament de l'espai afavoreix la creació de més espais verds.
- Canvi Climàtic i racionalització energètica. L'escalfament global ha canviat els patrons climàtics amb sequeres i períodes de pluges més extrems i greus. Aquests fenòmens afecten profundament les condicions de vida a les ciutats. En aquest context, els edificis alts tenen el potencial de consumir menys energia que els complexos de poca alçària, ja que tenen diversos atributs més eficients, com ara l'aglomeració, l'estalvi energètic i de temps en els desplaçaments.
- Infraestructura i transport. Els costos de subministrament i manteniment d'infraestructures i serveis públics per a una xarxa urbana que creix horitzontalment poden ser problemàtics. Un urbanisme de "creixement intel·ligent" a través de gratacels pot facilitar una infraestructura més eficient.
- Tecnologies emergents. L'evolució de l'edificació ha donat lloc a grans avenços en enginyeria i tecnologia. A mesura que la tecnologia es torna cada cop més sofisticada, els arquitectes tenen l'oportunitat de construir edificis més alts i implementar el expressions estètiques més eficients.

| Els 10 gratacels més alts construïts al segle XXI (fins al 2024) |                    |                  |             |                                |
| Edifici                                                          | Ciutat             | Any finalització | Alçària (m) | Funció                         |
| Burj Khalifa                                                     | Dubai (AE)         | 2010             | 828,0       | Oficines / Residencial / Hotel |
| Merdeka 118                                                      | Kuala Lumpur (MY)  | 2023             | 678,9       | Oficines / Residencial / Hotel |
| Shanghai Tower                                                   | Shanghai (CN)      | 2015             | 632,0       | Hotel/ Oficines                |
| Makkah Royal Clock Tower                                         | Mecca (SA)         | 2012             | 601,0       | Apartaments/ Hotel/ Comecial   |
| Ping An Finance Center                                           | Shenzhen (CN)      | 2017             | 599,0       | Oficines                       |
| Lotte World Tower                                                | Seoul (KR)         | 2017             | 554,5       | Oficines / Residencial / Hotel |
| One World Trade Center                                           | New York City (US) | 2014             | 541,4       | Oficines                       |
| Guangzhou CTF Finance Centre                                     | Guangzhou (CN)     | 2016             | 530,0       | Oficines / Residencial / Hotel |
| Tianjin CTF Finance Centre                                       | Tianjin (CN)       | 2019             | 530,0       | Apartaments/ Hotel/ Oficines   |
| CITIC Tower                                                      | Beijing (CN)       | 2018             | 527,7       | Oficines                       |

## Impacte mediambiental

#### Energia operacional
Els gratacels són edificis que consumeixen molts materials i energia. La construcció d'un sol gratacel requereix grans quantitats de materials com l'acer, el formigó o el vidre, la fabricació dels quals representa un important cost energètic. A més, els gratacels tenen una massa considerable i requereixen una base més sòlida que un edifici més curt i lleuger. Altrament, la construcció a grans alçàries suposa un major consum elèctric per l'ús d'ascensors, aire condicionat i els sistemes de bombeig d'aigua. S'ha de tenir present que el sector de la construcció representa aproximadament el 50% de les emissions de gasos d'efecte hivernacle al món, en què l'ús d'energia dels edificis, per si sol, representa més del 80% del total  A banda de consum elèctric assenyalat, l'ús d'energia operativa també es veu afectat pel flux d'aire entre l'interior i l'exterior; la convecció de l'aire que s'infiltra i la radiació a través del vidre. La mesura en què aquests factors afecten l'energia operativa varia en funció del microclima del gratacel, amb un increment de la velocitat del vent i una disminució de la temperatura seca a mesura que augmenta l'altitud.

#### Ascensors
Els gratacels esdevingueren comercialment possibles gràcies a la invenció de l'ascensor elèctric el 1854 per l'enginyer nord-americà Elisha Graves Otis. Una part de l'augment del consum energètic en edificis alts està relacionat amb l'ús d'ascensors, perquè n'augmenta la distància recorreguda i la velocitat a mesura que augmenta l'alçària. A més, com més alt és un edifici, menys eficient esdevé l'ascensor pels efectes de l'arrossegament i la fricció. Fet i fet, s'estima que entre el 5% i el 25% de l'energia total consumida d'un gratacel prové de l'ús d'ascensors.

#### Contaminació atmosfèrica
A les zones urbanes, la configuració dels edificis pot provocar canvis en els patrons de vent i una dispersió desigual dels contaminants atmosfèrics. Quan s'augmenta l'alçada dels edificis en un nucli urbà amb alts nivells de contaminació poden aparèixer  "zones mortes" i de "punts calents", provocant concentracions de contaminació on abans no hi havia.

#### Sostenibilitat
Si es prenen mesures per incorporar mètodes de disseny sostenible, els gratacels poden obtenir la certificació d'edifici verd segons les normes de la Leadership in Energy and Environmental Design (LEED), una certificació ecològica que s'aplica arreu del món. Fa menester un enfocament integral del disseny és bàsic per assegurar la sostenibilitat de l'edifici i l'entorn. L'equip de disseny ha de tenir en compte l'impacte de tots els factors, inclòs l'impacte en la comunitat circumdant o l'efecte en el moviment del vent i la disponibilitat d'aigua.
Hi ha diversos mètodes de disseny per a una construcció sostenible que aprofiti l'alçària de l'edifici. Els microclimes que s'esdevenen a mesura que augmenta l'alçada es poden aprofitar per incrementar la ventilació natural, disminuir la càrrega de refrigeració i augmentar la il·luminació natural. La ventilació natural es pot aconseguir utilitzant l'anomenat stack effect, en què l'aire calent es mou cap amunt i ventila l'interior de l'edifici.
Quant a la refrigeració, els gratacels tenen una càrrega de refrigeració molt elevada, especialment si es tracta d'edificis íntegrament destinats a usos comercials o d'oficines. Una bona mesura de sostenibilitat és aprofitar el microclima creat a les plantes superiors per l'augment de la velocitat del vent i la disminució de les temperatures de «bulb sec». Es pot reduir la càrrega de refrigeració quan es fa servir aquest «embolcall tèrmic». Per contra, l'alçària elevada dels gratacels implica que hi ha poca ombra en les parts superiors. Per això s'han de prendre mesures per ombrejar els pisos superiors per evitar sobreescalfament solar i garantir el confort tèrmic sense augmentar la càrrega de refrigeració.

## Annex: Els 25 gratacels més alts del món (2024)
| Edifici                         | Ciutat                | Any Construcció | Alcària (m) | Funció                                  |
| ------------------------------- | --------------------- | --------------- | ----------- | --------------------------------------- |
| Burj Khalifa                    | Dubai (AE)            | 2010            | 828,0       | Oficines/ Hotel/ Residencial            |
| Merdeka 118                     | Kuala Lumpur (MY)     | 2023            | 678,9       | Oficines/ Hotel/ Residencial            |
| Shanghai Tower                  | Shanghai (CN)         | 2015            | 632,0       | Hotel/ Oficinies                        |
| Makkah Royal Clock Tower        | Mecca (SA)            | 2012            | 601,0       | Residencial/ Hotel/ Comercial           |
| Ping An Finance Center          | Shenzhen (CN)         | 2017            | 599,0       | Oficines                                |
| Lotte World Tower               | Seoul (KR)            | 2017            | 554,5       | Residencial/ Hotel/ Comercial/ Oficines |
| One World Trade Center          | New York City (US)    | 2014            | 541,3       | Oficines                                |
| Tianjin CTF Finance Centre      | Tianjin (CN)          | 2019            | 530,0       | Oficines/ Hotel/ Residencial            |
| Guangzhou CTF Finance Centre    | Guangzhou (CN)        | 2016            | 530,0       | Oficines/ Hotel/ Residencial            |
| CITIC Tower                     | Beijing (CN)          | 2018            | 527,7       | Oficines                                |
| TAIPEI 101                      | Taipei (CN)           | 2004            | 508,0       | Oficines                                |
| Shanghai World Financial Center | Shanghai (CN)         | 2008            | 493,0       | Hotel/ Oficines                         |
| International Commerce Centre   | Hong Kong (CN)        | 2010            | 484,0       | Hotel/ Oficines                         |
| Wuhan Greenland Center          | Wuhan (CN)            | 2023            | 475,6       | Oficines/ Hotel/ Residencial            |
| Central Park Tower              | New York City (US)    | 2020            | 472,0       | Residencial/ Comercial                  |
| Lakhta Center                   | St. Petersburg (RU)   | 2019            | 465,0       | Oficines                                |
| Vincom Landmark 81              | Ho Chi Minh City (VN) | 2018            | 461,3       | Hotel/ Residencial                      |
| Changsha IFS Tower T1           | Changsha (CN)         | 2018            | 452,1       | Hotel/ Oficines                         |
| Petronas Twin Tower 1           | Kuala Lumpur (MY)     | 1998            | 451,9       | Oficines                                |
| Petronas Twin Tower 2           | Kuala Lumpur (MY)     | 1998            | 451,9       | Oficines                                |
| Zifeng Tower                    | Nanjing (CN)          | 2010            | 450,0       | Hotel/ Oficines                         |
| Suzhou IFS                      | Suzhou (CN)           | 2019            | 450,0       | Oficines/ Hotel/ Residencial            |
| The Exchange 106                | Kuala Lumpur (MY)     | 2019            | 445,5       | Oficines                                |
| Wuhan Tower                     | Wuhan (CN)            | 2019            | 443,1       | Oficines/ Hotel/ Residencial            |
| Willis Tower                    | Chicago (US)          | 1974            | 442,1       | Oficines                                |